# Acta Ophthalmologica
Acta Ophthalmologica è una rivista medica di oftalmologia sottoposta a revisione paritaria. Fondata nel 1923, è curata da Kai Kaarniranta (Università della Finlandia orientale) e Einar Stefánsson (Università d'Islanda) ed è pubblicata 8 volte all'anno dalla John Wiley & Sons per conto della Fondazione Acta Ophthalmologica Scandinavica. È la rivista ufficiale delle cinque società oftalmologiche nordiche, nonché dell'Associazione europea per la ricerca sulla vista e sugli occhi (dal 2006) e della Società oftalmologica olandese. Insieme alla rivista principale, vengono pubblicati anche numeri supplementari e numeri speciali per le tesi di dottorato.

## Storia
La rivista fu fondata nel 1923 con il nome di Acta Ophthalmologica (ISSN 0001-639X) ed era pubblicata bimestralmente. Nel 1995 fu ribattezzata col nome di Acta Ophthalmologica Scandinavica (edizione a stampa ISSN 1395-3907; online: ISSN 1600-0420) e, nel 2008, tornò al titolo originale, quando la frequenza di pubblicazione fu aumentata a 8 numeri all'anno.
Dal 1932 al 1984 fu pubblicato un supplemento dal titolo Acta Ophthalmologica Supplementum (ISSN 0065-1451). Dal 1985 al 1994  si chiamò Acta Ophthalmologica Supplement (ISSN 0065-1451). Dal 1995 al 2007 fu denominato Acta Ophthalmologica Scandinavica Supplement (ISSN 1395-3931), prima di tornare al nome di Acta Ophthalmologica Supplement (stampa: ISSN 1755-3776; online: ISSN 1755-375X) nel 2008.

## Premi

### Premio Acta Ophthalmologica
Il Premio Acta Ophthalmologica viene assegnato ogni due anni a uno scienziato dei Paesi nordici, selezionato dal consiglio di amministrazione della Fondazione Acta Ophthalmologica Scandinavica, come riconoscimento dell'eccellenza nella ricerca oftalmica.[1] Il premio, istituito nel 2002, viene consegnato in occasione del Congresso nordico di oftalmologia. Il vincitore ha il diritto di tenere la Lectio Magistralis Acta e riceve una medaglia d'oro raffigurante i due gufi pattinatori presenti nel simbolo degli Acta Ophthalmologica. Nel 2020 non è stato assegnato alcun premio perché il Congresso nordico è stato rinviato al 2022.
Si riporta di seguito l'elenco dei vincitori del premio:
- 2002 Professor Niels Ehlers (Danimarca)
- 2004 Professor Leila Laatikainen (Finlandia)
- 2006 Professor Sven Erik G. Nilsson (Svezia)
- 2008 Professor Ahti Tarkkanen (Finlandia)
- 2010 Professor Anders Heijl (Svezia)

- 2012 Professor Albert Alm (Svezia)
- 2014 Professor Jan Ulrik Prause (Danimarca)
- 2016 Professor Einar Stefánsson (Islanda)
- 2018 Professor Toke Bek (Danimarca)
- 2022 Professor Tero Kivelä (Finlandia)

### Premio Acta-EVER
Il premio Acta-EVER viene assegnato annualmente ad uno scienziato selezionato alternativamente dal consiglio di amministrazione della Fondazione Acta Ophthalmologica Scandinavica e dal consiglio dell'Associazione europea per la ricerca sulla vista e sugli occhi, come riconoscimento dei risultati ottenuti nella ricerca sull'organo visivo e sulla vista. Il premio, istituito nel 2006, viene consegnato durante il congresso di questa associazione. Il premio include il diritto di tenere la lezione onoraria Acta-EVER; inoltre, il vincitore riceve una medaglia d'argento che raffigura il professor Conrad Christian Carl Lundsgaard, fondatore di Acta Ophthalmologica. Nel 2020 e nel 2021 non è stato assegnato alcun premio perché il congresso è stato trasformato in un evento virtuale.
Si riporta di seguito l'elenco dei vincitori del premio:
- 2006 Professor Paul Sieving (Stati Uniti)
- 2007 Professor Morten la Cour (Danimarca)
- 2008 Professor Fridbert Jonasson (Islanda)
- 2009 Professor Jost Jonas (Germania)
- 2010 Professor Wolfgang Drexler (Germania)
- 2011 Professor Per Söderberg (Svezia)
- 2012 Professor Anders Heijl (Svezia)
- 2013 Professor Tero Kivelä (Finlandia)

- 2014 Professor Neville Osborn (Regno Unito)
- 2015 Professor Russell G. Foster (Regno Unito)
- 2016 Professor John Greenwood (Regno Unito)
- 2017 Professor Leopold Schmetterer (Austria)
- 2018 Professor Gisèle Soubrane (Francia)
- 2019 Professor Martine J. Jager (Paesi Bassi)
- 2022 Professor Einar Stefánsson (Islanda)
- 2023 Professor Hannu Uusitalo (Finlandia)

## Indicizzazione
Gli abstract e gli articoli della rivista sono indicizzati da:
- Abstracts in Anthropology
- Academic Search
- Biological Abstracts
- BIOSIS Previews
- Chemical Abstracts Service
- CSA Biological Sciences Database
- Current Contents/Clinical Medicine
- EMBASE
- Index Medicus/MEDLINE/PubMed
- Index Veterinarius
- MEDLINE
- ProQuest databases
- Science Citation Index.

Secondo il Journal Citation Reports, nel 2020 Acta Ophtalmologica ha ricevuto un fattore di impatto pari a 3,761, posizionandosi al 13° posto fra 62 riviste presenti nella categoria oftalmologica. Al 2025 ha avuto un indice H pari a 110.